# Paludititan
Paludititan („titán z bažin“) byl rod menšího sauropodního dinosaura ze skupiny Titanosauria (podčeleď Lirainosaurinae). Žil v období pozdní křídy (stupeň maastricht, před 72 až 66 miliony let) na území dnešního Rumunska (údolí Haţeg).

## Objev a popis
Typový druh dostal jméno P. nalatzaensis, a to podle místa objevu v Nǎlaţ-Vad. Popsali jej paleontologové Zoltán Csiki, Vlad Codrea, Cǎtǎlin Jipa-Murzea a Pascal Godefroit v roce 2010. Je známa pouze neúplná kostra dinosaura (zachovala se pánev a část páteřního oblouku). Tento malý sauropod dosahoval délky kolem 6 metrů a hmotnosti zhruba 1000 kilogramů. Podle jiných odhadů však mohl vážit až kolem 15 000 kilogramů.